# Semco Maritime
Semco Maritime A/S med hovedkvarter i Esbjerg, er en førende leverandører til offshore-sektoren i Danmark og udlandet samt til energisektoren både offshore og onshore. Virksomheden har udover Danmark også afdelinger i blandt andet England, Norge, Dubai, Singapore, Mellemamerika og USA.
I 2006 opkøbtes Esbjerg Oilfield Services. Semco Maritime er 100% ejet af C.W. Obel A/S.
Semco Maritime deltager som hovedentreprenør eller underentreprenør inden for følgende markedssektorer:
- Olie og Gas
- Vindenergi
- Rigprojekter
- Energiprojekter

I starten af 2016 tog virksomheden et nybygget domicil i brug, som er placeret ved Esbjerg Strand.